# Egisto Giorgetti
Egisto Giorgetti (Viareggio, 1901 – ...) è stato un calciatore italiano, di ruolo centrocampista.

## Biografia
Era noto anche come Giorgetti I per distinguerlo dai fratelli Alfio (Giorgetti II) e Salvatore (Giorgetti III).

## Caratteristiche tecniche
Giocava come mediano.

## Carriera
Nella stagione 1919-1920 segna 2 reti in 3 presenze in Promozione, la seconda serie dell'epoca; nella stagione 1920-1921 colleziona invece 9 presenze in Prima Categoria, la massima serie dell'epoca; dopo due anni lascia quindi il Viareggio per vestire la maglia della Lucchese, con cui nella stagione 1921-1922 segna una rete in 7 presenze in massima serie. Nel 1922 torna al Viareggio, con cui nella stagione 1922-1923 gioca 10 partite senza mai segnare in Seconda Divisione, la seconda serie dell'epoca. Continua a giocare in questa categoria anche nella stagione 1923-1924 (11 presenze ed un gol). Continua a giocare in seconda serie per altre tre stagioni consecutive con la squadra toscana, fino al termine della stagione 1926-1927, al termine della quale la Seconda Divisione diviene il terzo livello del calcio italiano. Nell'arco di questo ulteriore triennio in seconda serie, Giorgetti segna 4 reti in 48 presenze. Nella stagione 1927-1928 contribuisce alla vittoria del campionato con 1 rete in 21 presenze, 5 delle quali nel Girone Finale. Nella stagione 1928-1929 gioca quindi in Prima Divisione, categoria in cui gioca stabilmente da titolare scendendo in campo 20 volte senza mai segnare. Nel 1929 passa alla Lucchese; qui, nella stagione 1929-1930 vince il campionato di Prima Divisione e conquista la promozione in Serie B; dopo aver chiuso la stagione con 6 presenze senza reti, nella stagione 1930-1931 gioca 2 partite nel campionato di Serie B, che i rossoneri toscani chiudono con una retrocessione. Nella stagione 1931-1932 fa nuovamente ritorno al Viareggio, dove gioca stabilmente da titolare collezionando 27 presenze in terza serie; nella stagione 1932-1933 i rossoneri arrivano primi in classifica dopo aver vinto lo spareggio per la promozione in Serie B con la Lucchese, nella quale militava il fratello minore di Giorgetti, Alfio; nell'arco di questa stagione, l'ultima della sua carriera calcistica, Egisto disputa 2 partite.
In carriera ha giocato complessivamente 16 partite (con un gol segnato) in massima serie e 74 partite (con 7 gol segnati) in seconda serie.

## Palmarès

### Club

#### Competizioni nazionali
- Seconda Divisione: 1

Viareggio: 1927-1928
- Prima Divisione: 2

Lucchese: 1929-1930
Viareggio: 1932-1933